# Het Groene Huis

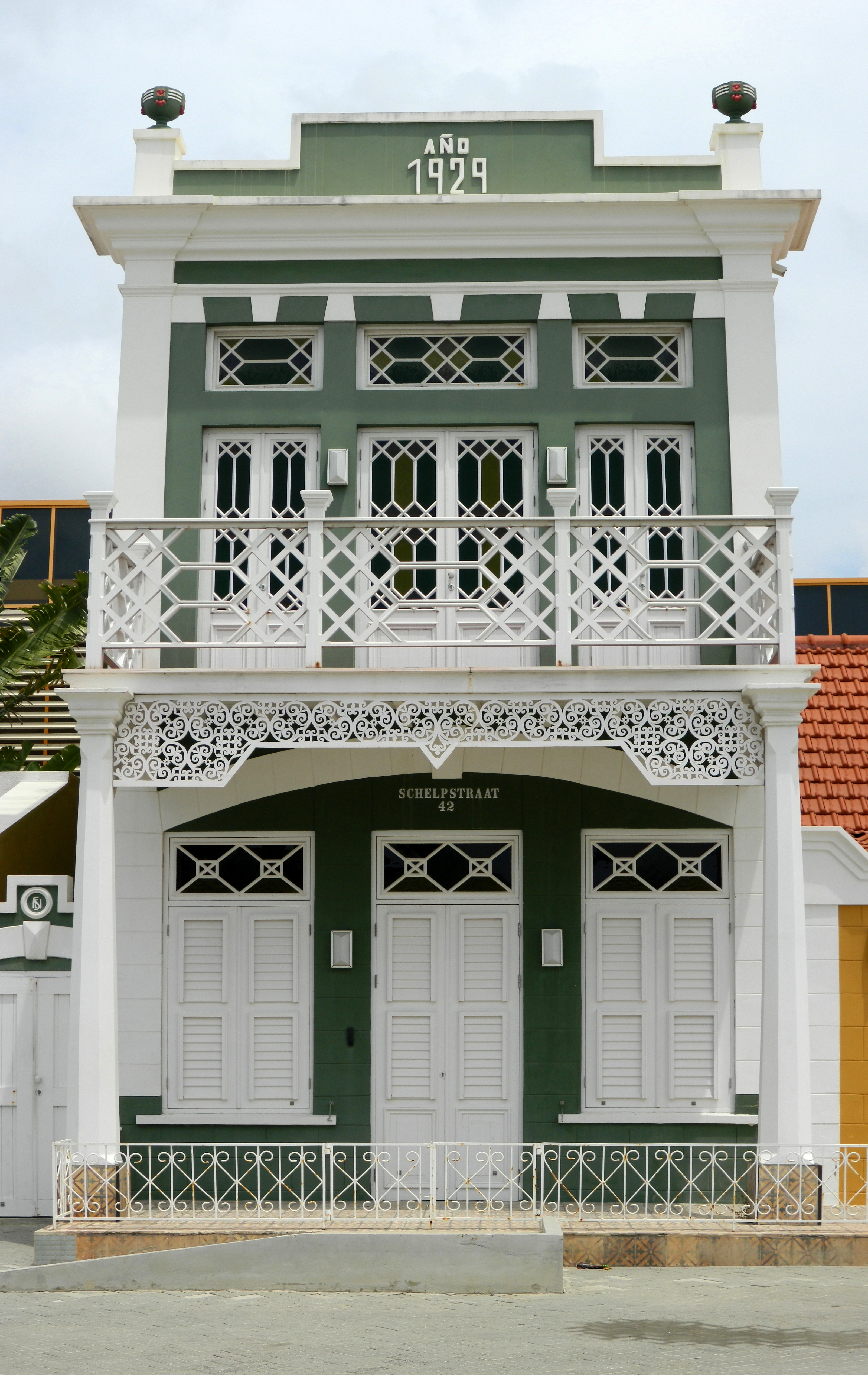
Het Groene Huis, Schelpstraat 42

Het Groene Huis, ook wel Cas Ecury genoemd, is een monumentale villa in het centrum van Oranjestad op het eiland Aruba. Het werd in 1929 gebouwd door de architect Merdardo “Dada” Picus. De groene verf gaf het zijn naam.
Het pand kreeg de bijnaam Cas Ecury omdat het lange tijd de woning was van de familie van de rijke zakenman Dudun Ecury. Zijn zoon Boy Ecury, een bekend verzetsstrijder, woonde in dit huis totdat hij in 1937 naar Nederland verhuisde.
De restauratie, uitgevoerd door de architectenstudio Bichara, was een initiatief van het Monumentenbureau van Aruba, medegefinancierd door de Europese Unie.
Het gebouw wordt sinds midden 2009 gebruikt als tentoonstellingsruimte en kantoor van het Nationaal Archeologisch Museum van Aruba.